# Microchilus bangii
Microchilus bangii är en orkidéart som beskrevs av Paul Ormerod. Microchilus bangii ingår i släktet Microchilus och familjen orkidéer. Inga underarter finns listade i Catalogue of Life.